# Peperomia lanuginosa
Peperomia lanuginosa är en pepparväxtart som beskrevs av Pino. Peperomia lanuginosa ingår i släktet peperomior, och familjen pepparväxter. Inga underarter finns listade i Catalogue of Life.